# Efecte Tyndall

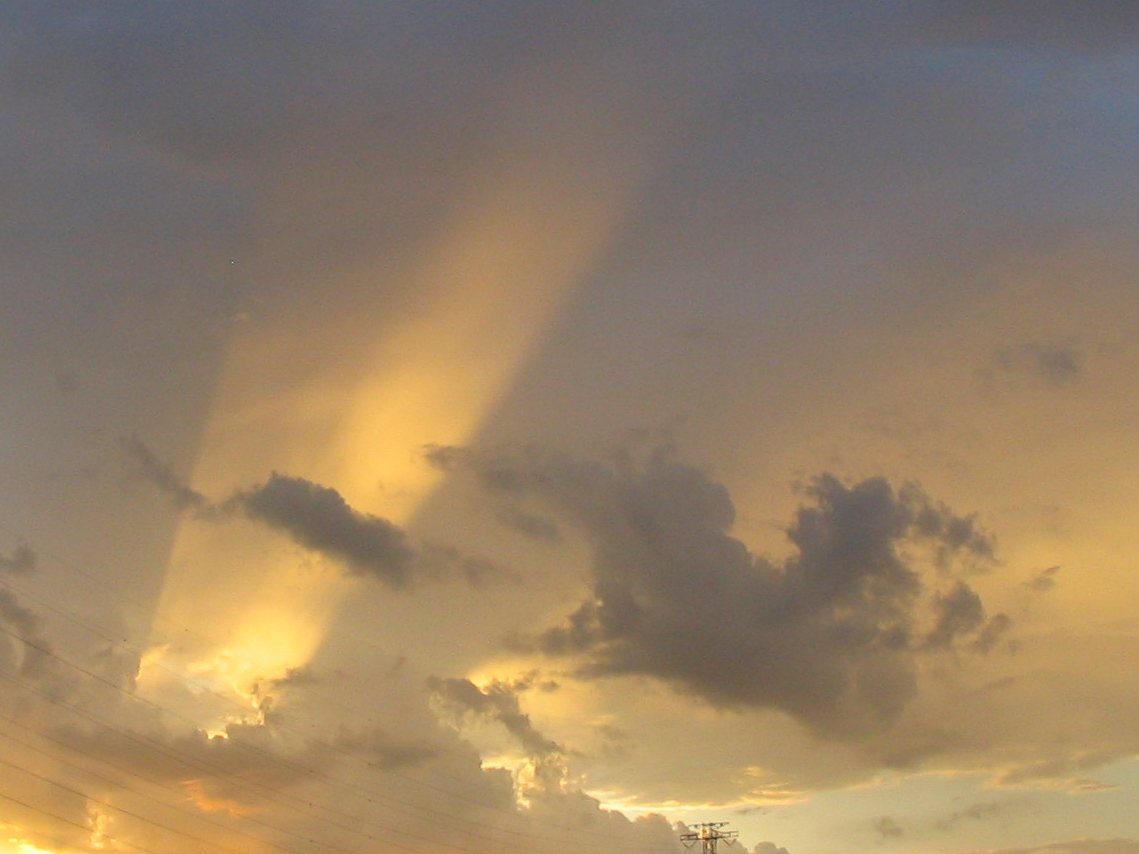
Il·lustració de l'efecte Tyndall

L'efecte Tyndall és el fenomen que, mitjançant la dispersió de la llum, ajuda a determinar si una barreja homogènia és realment una solució o un sistema col·loidal, com les suspensions o les emulsions. Rep el nom de l'irlandès John Tyndall, que l'estudià durant el segle xix.
Un exemple d'aquest efecte és quan amb boira, es fan servir els fars d'un cotxe. La llum amb menor longitud d'ona es dispersa millor, i com a resultat d'això, el color de la llum té un to blau. Les partícules de llum disperses són desviades de llur trajectòria, fent-se visibles.
Un altre cas de l'efecte Tyndall és el color blau del cel, produït per la dispersió atmosfèrica de la llum del sol, principalment a la regió de l'espectre electromagnètic del color blau.